# Du Li
Du Li (chiń. upr. 杜丽; chiń. trad. 杜麗; pinyin Dù Lì; ur. 5 marca 1982 w Szantungu) – chińska strzelczyni sportowa, czterokrotna medalistka olimpijska, mistrzyni i wicemistrzyni świata.
Specjalizuje się w strzelaniu z karabinu sportowego i pneumatycznego. Jest złotą medalistką igrzysk olimpijskich w 2008 roku w Pekinie w strzelaniu z karabinu sportowego i zdobywczyni piątego miejsca w karabinie pneumatycznym oraz mistrzyni olimpijska z karabinu pneumatycznego podczas igrzysk w Atenach w 2004 roku, srebrna medalistka z igrzysk w Rio de Janeiro w konkurencji karabinu pneumatycznego i brązowa w karabinie małokalibrowym w trzech pozycjach z 50 m.

## Igrzyska olimpijskie
| Igrzyska | Miejscowość    | Konkurencja                               | Kwalifikacje | Kwalifikacje | Finał                   | Finał                   |
| Igrzyska | Miejscowość    | Konkurencja                               | Wynik        | Pozycja      | Wynik                   | Pozycja                 |
| -------- | -------------- | ----------------------------------------- | ------------ | ------------ | ----------------------- | ----------------------- |
| IO 2004  | Ateny          | Karabin pneumatyczny, 10 m                | 398          | 2. Q         | 502,0                   | złoto                   |
| IO 2008  | Pekin          | Karabin pneumatyczny, 10 m                | 399          | 4. Q         | 499,6                   | 5.                      |
| IO 2008  | Pekin          | Karabin małokalibrowy, trzy pozycje, 50 m | 589          | 1. Q         | 690,3                   | złoto                   |
| IO 2012  | Londyn         | Karabin małokalibrowy, trzy pozycje, 50 m | 581          | 13.          | Nie zakwalifikowała się | Nie zakwalifikowała się |
| IO 2016  | Rio de Janeiro | Karabin pneumatyczny, 10 m                | 420,7        | 2. Q         | 207,0                   | srebro                  |
| IO 2016  | Rio de Janeiro | Karabin małokalibrowy, trzy pozycje, 50 m | 586          | 4. Q         | 447,4                   | brąz                    |